# Союз коммунистов (всесоюзная партия)
Всесоюзная партия «Союз коммунистов» (СК) — созданная в 1991 году в СССР коммунистическая партия, действующая на территории стран бывшего Советского Союза, и вторая коммунистическая партия, созданная после роспуска КПСС.
Отличительной особенностью Союза коммунистов стало то, что его организационная работа с самого начала была ориентирована не на образование собственных структур, а на установление связей со сторонниками возрождения КПСС.
Как общероссийская организация партия «Союз коммунистов» была зарегистрирована Министерством юстиции Российской Федерации 28 сентября 1992 года после нескольких отказов.

## Партийная структура
Партия декларирует принцип демократического централизма, который предусматривает взаимную подотчетность вышестоящих и нижестоящих, подчинение меньшинства большинству при сохранении прав меньшинства на отстаивание своих взглядов и представительство в выборных органах.
Первичные организации, создающиеся по территориальному, функциональному, профессиональному и другим признакам являются основным звеном партии «Союз коммунистов». Первичные организации объединяются в региональные (районные, городские, областные, краевые, республиканские) организации партии в соответствии с административно-территориальным делением.
Высший орган Всесоюзной партии «Союз коммунистов» — Съезд, который проводится не реже одного раза в 5 лет. Съезд ведает программно-уставными вопросами, определяет стратегию партии, избирает её руководящие органы — Центральный Комитет (ЦК) и Центральную Контрольную Комиссию (ЦКК), ответственные за проведение намеченного курса и обеспечение единства партийных рядов.

### Средства массовой информации СК
Основным печатным органом партии с 1994 года является газета «Искра». Ранее основным печатным органом Союза коммунистов была газета «Голос коммуниста», которая была создана в январе 1993 г. Пока партия была членом СКП-КПСС периодически печатались материалы о деятельности партии в общественно-политическом еженедельнике «Гласность».

## История партии
7-8 сентября 1991 года на заседании Координационного совета Марксистской платформы (МП) в КПСС большинством голосов было принято решение о создании «новой коммунистической партии „Союз коммунистов“ (рабочее название)», правопреемницы КПСС, которая «объединит единомышленников на идейной основе Марксистской платформы». Был образован Оргкомитет «Союза коммунистов», в который вошли А.Пригарин, В. Исайчиков, О. Мельников, С.Терехов, О. Хлобустов и другие.

### Съезды и конференции партии
- Учредительная конференция Союза коммунистов — состоялась 16-17 ноября 1991 года в городах Железнодорожном Московской области (первый день) иМоскве (второй день). В конференции участвовало 210 человек, которые представляли 7 областей и 2 автономные республики РСФСР, а также 6 республик СССР. На конференции было аккредитовано 15 журналистов. Участники конференции избрали состав оргкомитета «Союз коммунистов», программную и уставную комиссии.[11].
- I (учредительный) съезд Союза коммунистов и I (учредительный) конгресс Интернационального Союза коммунистов состоялись 25-26 апреля 1992 г. в Москве. В работе I съезда Союза коммунистов приняли участие 82 делегата, участники конгресса Интернационального Союза коммунистов и 162 гостя. Итогом двух дней работы мероприятий стало принятие программных и уставных документов Союза коммунистов и Интернационального Союза коммунистов (в последний вошли Союзы коммунистов России, Украины, Латвии, и Коммунистическая партия трудящихся Приднестровья).[12] Съезд избрал Центральный комитет и Центральную контрольно-ревизионную комиссию Союза коммунистов, на состоявшемся после завершения съезда объединенном Пленуме избраны секретариат ЦК и бюро ЦКРК. Также были избраны руководящие органы Интернационального Союза коммунистов - Союзный совет, Секретариат Союзного совета и ревизионная комиссия.[13][14][15]
- II съезд Союза коммунистов — состоялся 23 октября 1993 года в г. Москве, на нем была учреждена должность первого секретаря ЦК. Первым секретарем ЦК Союза коммунистов был избран С.Н. Степанов. А.А. Пригарин с группой своих сторонников в декабре того же года были исключены из партии «Союз коммунистов» за антипартийную деятельность.[16][17][18]
- III съезд партии «Союз коммунистов» — состоялся 10 декабря 1994 года в г. Москва.[19][20]
- IV (внеочередной) съезд партии «Союз коммунистов» — состоялся 12 августа 1995 года, который принял решение об участии партии в выборах в Государственную думу под эгидой избирательного объединения «Союз коммунистов» и утвердил списки кандидатов от партии «Союз коммунистов» в депутаты[21]
- VI съезд партии «Союз коммунистов» состоялся в Москве в конце января 2000 года. На съезде было решено поддержать на президентских выборах Г.Зюганова — в качестве единого кандидата от коммунистов. Были также приняты резолюции о мерах по достижению единства коммунистов и всей патриотической оппозиции и о партийно-политической реабилитации И.В. Сталина. Внесены изменения в партийный устав, избраны руководящие органы, первым секретарем ЦК вновь стал С.Степанов.[22]
- VII съезд партии «Союз коммунистов» состоялся в Москве в конце марта 2004 года.[23] По решению съезда дополненные и исправленные тексты Устава и Программы партии предложены на обсуждение коммунистам всех течений — в качестве основы для Устава и Программы Объединенной коммунистической партии, которую предстоит строить незамедлительно, а первым секретарем ЦК вновь стал С.Степанов.
- VIII съезд партии «Союз коммунистов» — состоялся 31 января 2015 года в г. Москве, в нем приняли участия 57 делегатов из семи республик СССР. Съездом были внесены ряд изменений в Устав и Программу Всесоюзной партии «Союз коммунистов» и приняты ряд заявлений, обращений и резолюций. В принятых съездом документах две главные идеи — это объединение коммунистов и создания общесоюзного патриотического фронта, где бы взаимодействовали все прогрессивные патриотические силы. На съезде были избраны новые составы ЦК и ЦКК партии. Генеральным секретарем ЦК Всесоюзной партии «Союз коммунистов» был избран С.Н. Степанов.
- IX съезд Всесоюзной партии «Союз коммунистов» — состоялся 16 февраля 2020 года в г. Москве, в котором приняли участия делегаты из девяти республик СССР.  В прениях выступило 27 делегатов. В докладах и выступлениях делегатов был дан анализ современной ситуации, озвучена информация о подготовке к празднованиям 150-й годовщины со дня рождения Владимира Ильича Ленина и 75-летию Победы в Великой Отечественной войне, отмечены достижения и недостатки в работе ЦК и его отделов, республиканских и региональных парткомитетов. Съездом были приняты заявлений, обращений и резолюций, которые были опубликованы в газете «Искра». На съезде были избраны новые составы ЦК и ЦКК партии. Генеральным секретарем ЦК Всесоюзной партии«Союз коммунистов» был избран С.Н.Степанов.

### Борьба за восстановление КПСС
Партия «Союз коммунистов» заявила о необходимости воссоздания КПСС на своей учредительной конференции в ноябре 1991 года. На Пленуме ЦК КПСС 13 июня 1992 года был избран оргкомитет по проведению ХХ партконференции КПСС и ХХІХ съезда КПСС
В него вошли и два представителя партии -  А.А. Пригарин и С.Н. Степанов.
С осени 1992 г. работа по воссозданию КП РСФСР и её организационных структур широко развернулась как в центре, так и на местах. К этому времени существовало несколько подходов к восстановлению и дальнейшему развитию российской компартии, один из них в виде восстановления КП РСФСР как составной (региональной) части КПСС, независимо от решения суда, даже если она не будет зарегистрирована поддержали Большевистская платформа, Союз коммунистов, воссозданный ЦК ВЛКСМ, Информбюро МГК КПСС .
В октябре 1992 года состоялась XX Всесоюзная партконференция КПСС. Она приняла решение о подготовке XXIX съезда КПСС и перерегистрации коммунистов и проводилась, как мероприятие «Союза коммунистов».
12 декабря 1992 г. состоялся совместный Пленум ЦК и ЦКК партии «Союза коммунистов», на котором рассматривались вопросы современного положения в коммунистическом движении страны, об организационных задачах Союза коммунистов, который считает задачей коммунистов-членов Союза Коммунистов — активное участие в работе по восстановлению КП РСФСР и КПСС, в том числе и активную работу в Москве в оргкомитетах XXIX съезда КПСС и II съезда КП РСФСР.
Итогом работы партии «Союз коммунистов» по сплочению коммунистических сил в тот период стало проведение XXIX съезда КПСС, который состоялся в марте 1993 года. А первыми членами СКП-КПСС стали партия «Союз коммунистов», Союз коммунистов Латвии и компартия Южной Осетии. Они, согласно Уставу СКП-КПСС, подписали протокол о вхождении в СКП-КПСС в апреле 1993 г..

### Союз коммунистов и Чёрный октябрь 1993 года
Партия «Союз коммунистов» приняла активное участия в защите Конституционного строя РСФСР/РФ и выступила против государственного переворота. В событиях сентября-октября 1993 года приняли сотни членов партии «Союз коммунистов», десятки членов партии «Союз коммунистов» были награждены орденом «Защитнику Советов». Мужество во время этих событий проявили секретари ЦК партии «Союз коммунистов» В.А. Ершов, В.С. Марков, Е.А. Кафырин, О. Меньшикова, С.Н. Степанов, члены ЦК В. Бондаренко, М. Кукель, В. А. Шилкин и многие другие члены партии.
С.Н. Степанов вместе с С. Ф. Черняховским написали в девять часов вечера 21 сентября 1993 года у Дома Советов, заявление от имени Политисполкома СКП-КПСС по поводу государственного переворота совершенного Ельциным. Данное заявление было передано на Новую площадь, где находилась редакция газеты «Гласность». Партией «Союз коммунистов» был организован информационный центр «Кольцо Федерации», который давал правдивую информацию о событиях около Дома Совета во все субъекты страны Большая заслуга в этом принадлежит Елене и Георгию Афанасьевым. Партия «Союз коммунистов» организовала доставку в сентябре 1993 года продовольствия и медикаментов для защитников Дома Советов. Партией было выпущено и распространено десятки тысяч листовок.

### Союз коммунистов — участник созданияНПСР
В 1996 году был учрежден Аграрной партией России, КПРФ, различными партиями и движений разной политической ориентации - Народно-патриотический союз России, среди создателей НСПР была партия «Союз коммунистов». От партии входили в Координационный Совет Народно-патриотического Союза России С.Н. Степанов и В.С. Марков, а также в состав контрольной комиссии вошел В.А. Ершов. 

### Союз коммунистов в XXI веке
В последние годы партия сосредоточилась на создании партийных организаций на пространстве всего Советского Союза и оказании практической помощи простым гражданам (например выигранное в 2014 году дело В.Д. Зазыкиной). Большим достижением партия «Союз коммунистов» считает создание и регистрацию в 2011 году Международного общественного объединения «Союз коммунистов», существующее в России, Белоруссии, Украине и ряде других республик СНГ. Также существует договоренность о создании отделений Международного общественного объединения «Союз коммунистов» в Болгарии и ряде других стран Восточной Европы.

## Видные члены партии
- С.Н. Степанов (1957 г.р.) — член оргкомитета партии «Союз коммунистов» (1991 год), секретарь ЦК партии «Союз коммунистов» (с 1992 года), а с 1993 года - генеральный (изначально первый) секретарь ЦК Всесоюзной партии «Союз коммунистов»
- В.С. Марков (1934—2013 гг.) — член оргкомитета партии «Союз коммунистов» (1991 год), секретарь ЦК партии «Союз коммунистов» с 1992 года, второй секретарь ЦК Всесоюзной партии «Союз коммунистов» (с 2004 года), главный редактор газет «Искра» и «За Родину, за Сталина — сегодня и всегда»
- Н.П. Балацкая (1950 г.р.) — первый секретарь Смоленского обкома партии «Союз коммунистов» (в 1998-2004 годах), секретарь ЦК Всесоюзной партии «Союз коммунистов» (с 2014 года)
- А.А. Пригарин (1930—2016 гг.) — член ЦК КПСС (1990-1991), секретарь ЦК партии «Союз коммунистов» (1992-1993 годы). Исключен из партии «Союз коммунистов» с группой своих сторонников в декабре 1993 года, позднее создал и возглавил РКП-КПСС.
- А. П. Береснева (1940—2007 гг.) — заведующий детским садом, первый секретарь Ярцевского горкома партии «Союз коммунистов», один из организаторов вручения г. Ярцево в 2001 году ордена Отечественной войны от имени Постоянного президиума Съезда народных депутатов СССР за весомый вклад в Победу над фашизмом
- Г. В. Стахеев (1924—2004 гг.) — Председатель городского совета г. Нижняя Салда ветеранов войны и тыла (с 1993 года), Почетный гражданин города Нижняя Салда (с 2005 года), представитель ЦК партии «Союз коммунистов» в Свердловской области
- И.Ф. Стаднюк (1920—1994 гг.) — советский писатель и военный журналист, состоял в Союзе коммунистов с момента его создания в 1991 году
- В.В. Щербаков (1951—2010 гг.) — Герой Советского Союза, полковник Советской армии, член ЦК Всесоюзной партии «Союз коммунистов», курировал там работу с молодежью